# テケチュク
テケチュク（モンゴル語: Tekečük、? - 1299年）は、モンゴル帝国および大元ウルスに仕えたウイグル人将軍の一人。『元史』などの漢文史料では鉄哥朮(tiěgēzhú)と記される。テケジュとも。

## 概要
テケチュクの祖先は代々天山ウイグル王国のビシュバリク（漢訳は「五城」）に居住していたが、後に東アジア方面に移住した一族であった。テケチュクの祖父のタシュはチンギス・カンに仕えて中央アジア遠征で武功を挙げ、父のイェルチュクは第2代皇帝オゴデイの時代に行政官僚として活躍している。
テケチュクはイェルチュクの長男であった。ある時、テケチュクは魚児濼で叛乱を起こした者を一族を率いて討伐したが、国書（古ウイグル文字）に通達していたために遺失する者がなかったため、皇帝の賞賛を受けたという。時代が降り、クビライが即位すると棣州ダルガチ、ついで徳安府ダルガチを務めた。
蔡知府が叛乱を起こした時にはテケチュクは兵を率いて率先して城壁を登り、矢石をものともせず、体中に傷を負いながらこれを平定した。これを聞いた主が怒って城民を皆殺しにしようとしたが、テケチュクは「叛乱を起こした者は蔡知府ら数人のみであって、城中の人は何も関わりがない。蔡知府の一党のみ誅し、他の者に累を及ぼすべきではないでしょう」と進言し、受け容れられている。その後も官位を進め、嘉議大夫・婺州路ダルガチとなったが、1299年（大徳3年）に亡くなった。時の皇帝オルジェイトゥ・カアン（成宗テムル）はテケチュクの孫の海寿に命じて棺を京師に葬らせ、栄禄大夫・江浙行省平章政事・柱国の地位を追贈し、雲国公に追封している。
息子には義堅亜礼（Ičen yali?）、月連朮（Yügrünči）、八札（Bača）らがいた。